# Gila von Weitershausen

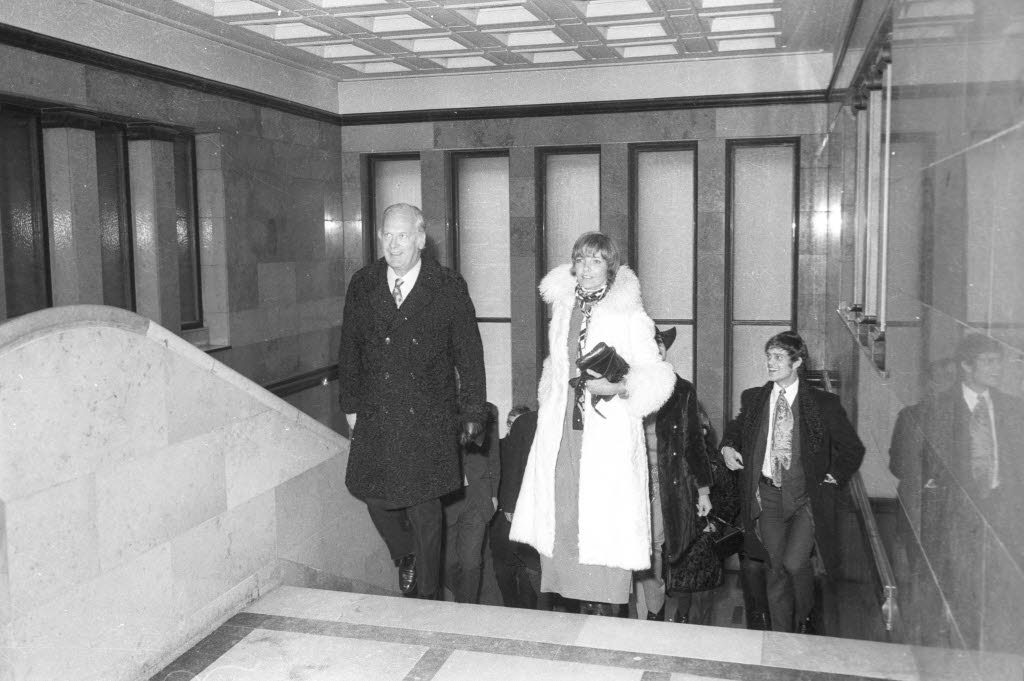
Gila von Weitershausen mit Curd Jürgens und Werner Pochath bei der Premiere von Ohrfeigen in Kiel (1970)

Gisela Freiin von Weitershausen (* 21. März 1944 in Trebnitz, Schlesien), genannt Gila, ist eine deutsche Schauspielerin.

## Leben
Gisela Freiin von Weitershausen ist Urenkelin des Reichskanzlers Georg von Hertling. Ihr Vater Georg Freiherr von Weitershausen (1908–1962) war Offizier, ihre Mutter Ingeborg (1913–1997) entstammte dem preußischen Adelsgeschlecht von der Groeben. Ihre Eltern flüchteten mit ihr und ihren fünf Geschwistern aus Schlesien. Zu diesen gehören die Filmeditorin Barbara von Weitershausen und der Fotograf Horst von Weitershausen, der später mit Renate Roland und Alexandra Paszkowska verheiratet war. Gila von Weitershausen besuchte eine Rudolf-Steiner-Schule und erhielt im Alter von 18 Jahren Schauspielunterricht in der Neuen Münchner Schauspielschule; einer ihrer Klassenkameraden war dort der spätere Schauspieler, Bühnenbildner und Regisseur Hannes Fabig. Gila von Weitershausen spielte am Fränkischen Landestheater in Dinkelsbühl und später auch an den Münchner Kammerspielen. In Los Angeles besuchte sie 1976 eine Filmschule.
Ende der 1960er Jahre wurde sie populär durch einige deutsche Komödien wie Engelchen oder Die Jungfrau von Bamberg (1968) und den ersten Teil der Serie Die Lümmel von der ersten Bank, wo sie an der Seite von Hansi Kraus und Uschi Glas spielte. 1969 spielte sie unter der Regie von May Spils als Christine an der Seite von Werner Enke in dem Film Nicht fummeln, Liebling.
Am 9. September 1966 heiratete sie in München den Schauspieler Martin Lüttge. Die Ehe wurde am 13. Juni 1972 ebenda geschieden. Von 1970 bis 1973 war sie mit dem französischen Filmregisseur Louis Malle liiert, der der Vater ihres Sohnes Manuel Cuauthémoc Malle (* 1971 in Paris) ist und unter dessen Regie sie eine Rolle in Herzflimmern übernahm. 1981 spielte sie an der Seite von Hanna Schygulla und Bruno Ganz in Die Fälschung unter der Regie von Volker Schlöndorff. 1983 drehte sie unter anderem in Hallstatt an der Seite von Jeremy Irons The Captain’s Doll.
Gila von Weitershausen ist bis heute in zahlreichen Fernsehfilmen und Episodenrollen zu sehen. In der Serie Der Landarzt spielte sie von 1987 bis 1995 die Hauptrolle der Annemarie Mattiesen. Die Rolle übernahm sie von Uschi Glas, die wegen Schwangerschaft aus der Produktion ausgestiegen war. Daneben spielt von Weitershausen gelegentlich auch Tournee-Theater. Ab dem 8. April 1994 war sie über 25 Jahre mit dem Radiologen und Psychoanalytiker Hartmut Wahle (1940–2020) verheiratet.

## Filmografie (Auswahl)

### Kino
- 1964: Hütet eure Töchter!
- 1965: 24 Bilder
- 1967: Herrliche Zeiten im Spessart
- 1968: Carrera – Das Geheimnis der blonden Katze (El magnifico Tony Carrera)
- 1968: Engelchen oder Die Jungfrau von Bamberg
- 1968: Die Lümmel von der ersten Bank: Zur Hölle mit den Paukern
- 1969: Engelchen macht weiter – hoppe, hoppe Reiter
- 1969: Charley’s Onkel
- 1969: Köpfchen in das Wasser, Schwänzchen in die Höh’
- 1970: Der Bettenstudent oder: Was mach’ ich mit den Mädchen?
- 1970: Nicht fummeln, Liebling
- 1970: Ohrfeigen
- 1971: Herzflimmern (Le souffle au coeur)
- 1971: X 312 – Flug zur Hölle
- 1972: Blutiger Freitag
- 1972: Meine Tochter – deine Tochter
- 1972: Der Schrei der schwarzen Wölfe
- 1973: Der Fußgänger
- 1973: Gott schützt die Liebenden
- 1974: Als Mutter streikte
- 1975: Nathalie
- 1976: Die Schuldigen mit den sauberen Händen (Les magiciens)
- 1977: Tauwetter
- 1978: Das Einhorn
- 1981: Die Fälschung
- 1983: Trenchcoat
- 1983: Schnelles Geld
- 1983: Brandmale
- 1987: Smaragd
- 1988: Fürchten und Lieben (Paura e amore)
- 1988: Der Löwe (Itinéraire d’un enfant gâté)

### Fernsehen
- 1965: Die Tochter des Brunnenmachers
- 1965: Der Nachtkurier meldet – Wer sah Christa? (Fernsehserie)
- 1966: Jan Himp und die kleine Brise
- 1968: Sie schreiben mit – Dafür gibt’s kein Rezept (Fernsehserie)
- 1969: Sie schreiben mit – Der Neffe (Fernsehserie)
- 1970: 11 Uhr 20 (Fernsehdreiteiler)
- 1971: Heißer Sand (Fernseh-Mehrteiler)
- 1974: Die großen Detektive (Fernsehserie)
- 1974: Das Zeichen der Vier
- 1975: Familie auf Zeit (Fernsehserie)
- 1975: Ein schönes Paar
- 1976: Kann ich noch ein bisschen bleiben?
- 1977: Halbzeit
- 1977: Das Ende der Beherrschung
- 1978: Schwarz und weiß wie Tage und Nächte
- 1978: St. Pauli-Landungsbrücken – Der Trick (Fernsehserie)
- 1979: Verwirrung der Gefühle
- 1979: Tödlicher Ausgang
- 1980: Tauwetter
- 1980: Leute wie du und ich
- 1980: Sonnenpferde (Les chevaux du soleil) (Fernsehserie)
- 1982: Der Alte – Haß (Fernsehserie)
- 1982: So oder so ist das Leben: Vier Begegnungen in einer Großstadt
- 1982: Blut und Ehre – Jugend unter Hitler
- 1982: Entscheidung am Kap Horn (Les quarantièmes rugissants)
- 1982: Meister Eder und sein Pumuckl – Der rätselhafte Hund (Fernsehserie)
- 1982: Das Traumschiff – Grenada
- 1983: Die Krimistunde (Fernsehserie, Folge 7, Episode: „Mordsprovision“)
- 1983: Derrick – Geheimnisse einer Nacht (Fernsehserie)
- 1983: Der Offizier und die Puppe (The Captain’s Doll)
- 1984: Die ewigen Gefühle
- 1984: Patrik Pacard (Fernsehserie)
- 1984: Derrick – Tödlicher Ausweg
- 1984: Ein Fall für zwei – Auf eigene Gefahr (Fernsehserie)
- 1984: Der Alte – Hals über Kopf
- 1984: Der Alte – Fluchthilfe
- 1985: Bereit zum Mord
- 1985: Vorsichtige Berührung
- 1985: Hellseher wider Willen (Fernsehserie)
- 1985: Alle Geister kreisen
- 1986: Sommer in Lesmona
- 1987: Dies Bildnis ist zum Morden schön
- 1987–1995: Der Landarzt (Fernsehserie)
- 1987: Mrs. Harris – Der geschmuggelte Henry
- 1987: Garibaldi il generale
- 1987: Die Wilsheimer (Fernsehserie)
- 1988: Lorentz & Söhne (Fernsehserie)
- 1989: Ein Geschenk des Himmels
- 1990: Derrick – Tossners Ende
- 1991: Lippels Traum
- 1991: Der Alte – Grenzenlos
- 1991: Leporella
- 1992: Liebe auf Bewährung (Fernsehserie)
- 1992: Liebesreise
- 1992: Der Fotograf oder Das Auge Gottes
- 1992: Das Traumschiff – Norwegen
- 1993: Die Skrupellosen – Hörigkeit des Herzens
- 1993: Ein besonderes Paar (Fernsehserie)
- 1993: Das Traumschiff – Indien/Malediven
- 1994: Imken, Anna und Maria oder Besuch aus der Zone (Fernsehserie)
- 1995: Liebling, ich muß auf Geschäftsreise (Fernsehfilm) Regie: Peter Kraus
- 1995: Durst nach Rache
- 1995: Kissenschlacht
- 1995: Der Alte – Türkische Spezialitäten
- 1996: Der Bulle von Tölz: Tod im Internat
- 1996: Im Namen des Gesetzes – Leerlauf (Fernsehserie)
- 1996: Die Geliebte (Fernsehserie)
- 1996: Olivia – Ein Kinderschicksal bewegt die Welt
- 1997: Der kleine Unterschied
- 1997: Der Alte – Der Tod schreibt das Ende
- 1997: Zwei Brüder – Nervenkrieg (Fernsehserie)
- 1997: Rosamunde Pilcher – Stunden der Entscheidung (Fernsehreihe)
- 1997: Derrick – Der Mord, der ein Irrtum war
- 1997: Liebling Kreuzberg – Eine nette Intrige (Fernsehserie)
- 1998: Biggi (Fernsehserie)
- 1998: Eine Lüge zuviel
- 1998: Polizeiruf 110 – Discokiller (Fernsehreihe)
- 1999: Traumfrau mit Nebenwirkungen
- 1999: Rivalinnen der Liebe
- 2000: Dir zu Liebe
- 2000: Das Herz des Priesters
- 2000: Nicht mit uns
- 2000: Das Traumschiff – Seychellen (Fernsehserie)
- 2000: Tatort – Kalte Herzen (Fernsehreihe)
- 2001: Reise des Herzens
- 2001: Bel Ami – Liebling der Frauen (L’uomo che piaceva alle donne – Bel Ami)
- 2001: Wahnsinnsweiber (Fernsehserie)
- 2001: Tatort – Der Präsident
- 2001: Tatort – Unschuldig
- 2001: Das Traumschiff – Bermudas
- 2002: Zwei alte Gauner
- 2002: Utta Danella – Die Hochzeit auf dem Lande (Fernsehreihe)
- 2002: Forsthaus Falkenau – Hassliebe (Fernsehserie)
- 2003: Schöne Lügen
- 2003: Mutter kommt in Fahrt
- 2004: Der Traum vom Süden
- 2004: Das Traumschiff – Sri Lanka
- 2005: Unter weißen Segeln – Abschiedsvorstellung (Fernsehserie)
- 2005: Drei teuflisch starke Frauen
- 2005: Utta Danella – Eine Liebe in Venedig (Fernsehreihe)
- 2005: Inga Lindström: Inselsommer
- 2006: Eine Krone für Isabell
- 2006: Meine Mutter tanzend
- 2006: Mein süßes Geheimnis
- 2006: Fünf-Sterne-Kerle inklusive
- 2006: Utta Danella – Eine Liebe im September
- 2007: Kreuzfahrt ins Glück – Hochzeitsreise nach Burma (Fernsehreihe)
- 2007: Ich heirate meine Frau
- 2007: Drei teuflisch starke Frauen – Eine für alle
- 2007: Drei teuflisch starke Frauen – Die Zerreißprobe
- 2007: Inga Lindström: Die Pferde von Katarinaberg
- 2007: Rosamunde Pilcher – Aus Liebe und Leidenschaft
- 2007: Freie Fahrt ins Glück
- 2008: Die Weisheit der Wolken
- 2008: Lilly Schönauer – Für immer und einen Tag
- 2008: Das Traumschiff – Vietnam
- 2009: Das Traumhotel – Kap der Guten Hoffnung
- 2009: Meine wunderbare Familie – Hochzeitsvorbereitungen (Fernsehserie)
- 2010: Letzter Moment
- 2010: Emilie Richards – Denk nur an uns beide
- 2011: Familiengeheimnisse – Liebe, Schuld und Tod
- 2011: Das Traumschiff – New York, Savannah und Salvador da Bahia
- 2012: Alles außer Liebe
- 2013: Vorzimmer zur Hölle – Plötzlich Boss
- 2013: SOKO Köln – Der stille Mord (Fernsehserie)
- 2013: Engel der Gerechtigkeit – Ärztepfusch (Fernsehreihe)
- 2014: Dora Heldt: Herzlichen Glückwunsch, Sie haben gewonnen!
- 2016: Katie Fforde: Mein Sohn und seine Väter
- 2018: Das Traumschiff – Hawaii
- 2021: Kreuzfahrt ins Glück – Hochzeitsreise nach Tirol
- 2022: Kreuzfahrt ins Glück – Hochzeitsreise nach Kreta

## Auszeichnungen
- 1968: Filmband in Gold (Beste Nachwuchsdarstellerin[9]) für Engelchen oder die Jungfrau von Bamberg
- 1970: Bravo Otto in Silber
- 1971: Bravo Otto in Bronze